# Bulbophyllum floribundum
Bulbophyllum floribundum är en orkidéart som beskrevs av Johannes Jacobus Smith. Bulbophyllum floribundum ingår i släktet Bulbophyllum och familjen orkidéer. Inga underarter finns listade i Catalogue of Life.